# (100674) 1997 XX1
(100674) 1997 XX1 es un asteroide perteneciente al cinturón de asteroides descubierto el 2 de diciembre de 1997 por Yoshisada Shimizu y el también astrónomo Takeshi Urata desde el Observatorio de Nachikatsuura, Wakayama, Japón.

## Designación y nombre
Designado provisionalmente como 1997 XX1.

## Características orbitales
1997 XX1 está situado a una distancia media del Sol de 2,520 ua, pudiendo alejarse hasta 2,940 ua y acercarse hasta 2,099 ua. Su excentricidad es 0,166 y la inclinación orbital 6,911 grados. Emplea 1461,30 días en completar una órbita alrededor del Sol.

## Características físicas
La magnitud absoluta de 1997 XX1 es 14,4. Tiene 4,022 km de diámetro y su albedo se estima en 0,228. 